# D 20
D 20 ist die Bezeichnung eines von zwei Hochbunkern aus der Zeit des Zweiten Weltkriegs auf dem ehemaligen Opel-Betriebsgelände in Rüsselsheim am Main. Er war für 1400 Menschen ausgelegt. Er ist seit dem Sommer 2011 für die Öffentlichkeit zugänglich. Der Bunker diente 2010 als Kulisse für die Dreharbeiten von Iron Sky.